# Ben Webster
Pour les articles homonymes, voir Webster.
 (février 2017).
Si vous disposez d'ouvrages ou d'articles de référence ou si vous connaissez des sites web de qualité traitant du thème abordé ici, merci de compléter l'article en donnant les références utiles à sa vérifiabilité et en les liant à la section « Notes et références ».
Ben Webster est un saxophoniste de jazz américain né le 27 mars 1909 à Kansas City, mort à Amsterdam, le 20 septembre 1973.
L'époque du swing a retenu trois principaux joueurs de saxophone ténor : Coleman Hawkins, Lester Young et Ben Webster.

## Biographie
Benjamin Francis Webster étudie d'abord le violon et le piano sur lequel il débute dans les orchestres de Rusty Nelson et Dutch Campbell.
Budd Johnson lui donne ses premières leçons de saxophone ténor. Instrument vers lequel il se tourne en 1930. Il joue alors dans divers orchestres : Fletcher Henderson (1934), Benny Carter ou Cab Calloway (1936-1937)…
Dans les années 1940, il rejoint l'orchestre de Duke Ellington en tant que soliste. Il participe à plusieurs enregistrements dont le fameux Cotton Tail. Il quitte l'orchestre de Duke Ellington en 1943 et travaille dans les clubs de New York, soit comme leader, soit comme sideman.
En 1945, il est soliste invité pour la concert de la Zodiac Suite de Mary Lou Williams au Town Hall. La première pièce, Aries, lui est d'ailleurs dédiée.
Il revient chez Duke Ellington (1948-1949) avant d'intégrer l'orchestre de Count Basie (1953) et de participer à de nombreuses tournées du JATP. Dans la décennie qui voit émerger des styles très différents, du West Coast au Hard Bop entre autres, il se démarque par une maturité et une personnalité musicales hors norme, tout en restant fidèle à ses valeurs, celles du swing. C'est ce qui transparaît aussi dans l'enregistrement d'octobre 1957 avec un des créateurs du jeu de ténor, Coleman Hawkins.
Il déménage en 1964 à Copenhague, où il se produit occasionnellement.
Son style est caractérisé par l'utilisation d'une embouchure dite « double-lips », ce qui lui permet de multiplier les effets (il affectionne particulièrement les subtones) et de passer de la ballade la plus langoureuse au sprint effréné, mais toujours avec un grand sens mélodique.

## Discographie
- Ben Webster avec Bennie Moten vol.4 1931-32 the chronological Classics 591
- Ben Webster avec Cab Calloway vol.5 1935-36 the chronological Classics 554
- Ben Webster avec Fletcher Henderson vol.16 1937-38 the chronological Classics 519
- Ben Webster avec Teddy Wilson vol.7 1939 the chronological Classics 571
- Ben Webster avec Duke Ellington vol.25 à 29 1940-1942 the chronological Classics
- Ben Webster avec Sid Catlett vol.1 1944 the chronological Classics 974
- Ben Webster avec Cozy Cole vol.1 1944 the chronological Classics 819
- Soulville (1957)
- Coleman Hawkins Encounters Ben Webster (en) (1957)
- Ben Webster Meets Oscar Peterson (1959)
- Gerry Mulligan Meets Ben Webster (1959)
- At The Renaissance (1960)
- See You At The Fair (1964)
- There Is No Greater Love (1965)
- Live at the Jazzhus vol.1 & 2 (1965)
- Bill Coleman et Ben Webster - Swingin' In London (1967)
- Ben Webster et Georges Arvanitas trio Autumn Leaves - Futura Swing 05 (1972)
- The Warm Moods (1997)

## Culture populaire
Il apparaît comme personnage du film d'animation hispano-britannique Chico et Rita (2011).
Un hommage lui est rendu dans le film autobiographique Les Vacances du cinéaste du réalisateur Néerlandais Johan Van der Keuken (1974).